# Förola gruvor

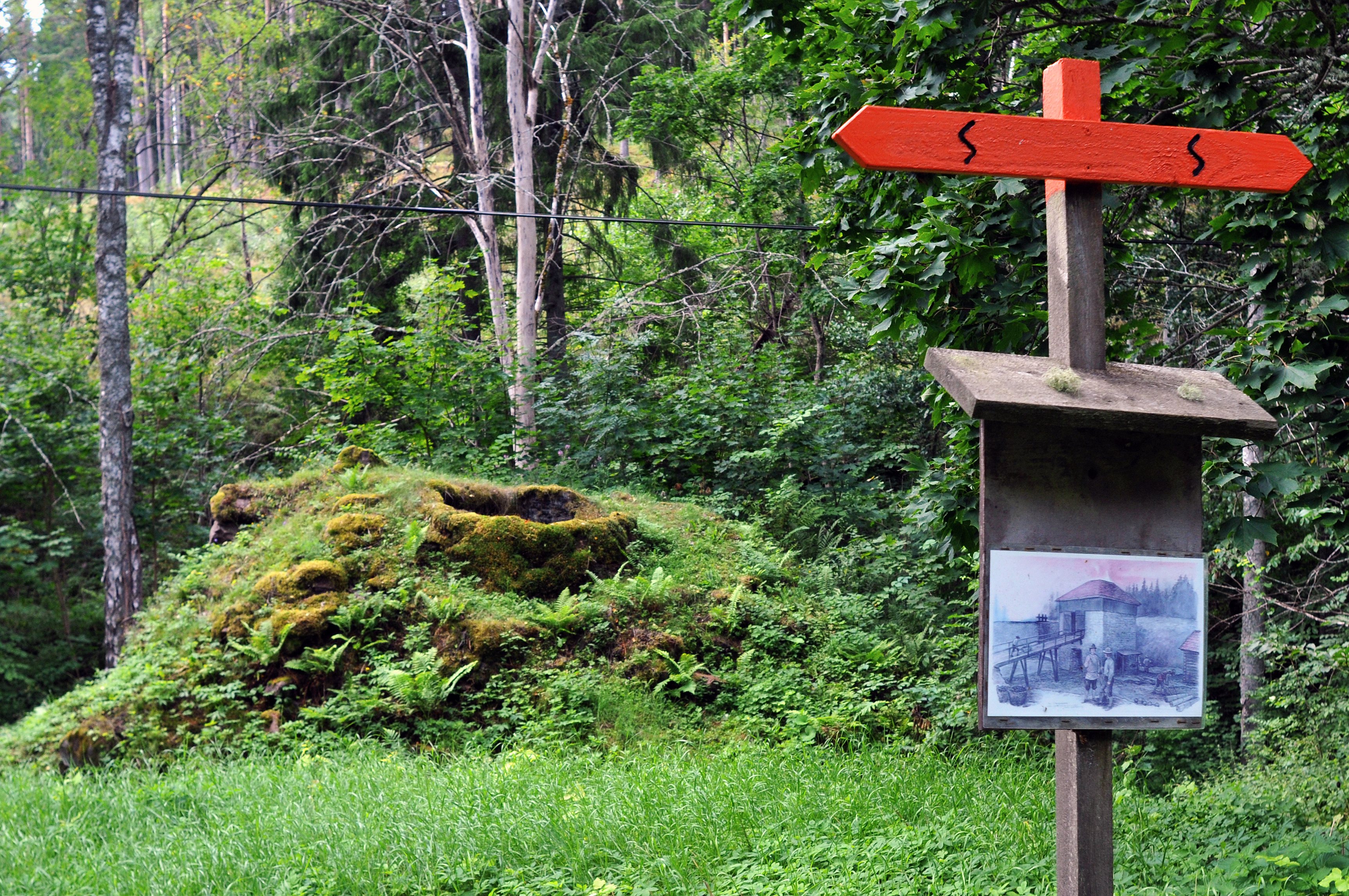
Resterna av Ullabergs masugn vid Förola gruva.

Förola gruvor är en gruva belägen i Svärta socken, Nyköpings kommun. Gruvan började bearbetas 1360 och lades ner 1966. Järnmalmen uppfordrades ur ett lutande schakt (donlägigt) som mynnade i en dagöppning.
Gruvan bröts till 225 meter djup, och malmkroppen gick i horisontalled österut 595 meter från schaktet. Från gruvan sändes under andra världskriget leveranser till Tyskland. Utskeppningsplats var Sjösaviken.
Redan på 1600-talet göts kanonämnen i masugnen vid Masugnsjön och från 1761 vid Ullabergs masugn. Kanonämnena transporterades sedan med häst och vagn till Borrvinds kvarn (Hedvigsfors kvarn) där kanonloppen borrades i en vattendriven borrvind. Därefter transporterades kanonerna till Malmbryggan vid Sjösaviken för vidare transport till beställaren. Vattenhjulet vid Borrvinds kvarn var tolv meter i diameter och gav sex hästkrafter.
Kvar idag finns gruvfogdebostaden från 1917, laven samt två stora arbetarkaserner uppförda 1916–17. Vid Hybble finns två ålderdomliga torp som tillhört gruvarbetare. Den sedan 1968 byggnadsminnesmärkta gruvfogdebostaden vid Ullaberg antas ha uppförts 1?68. Här finns även ruinen efter masugnen samt en fångdamm.

## Bilder

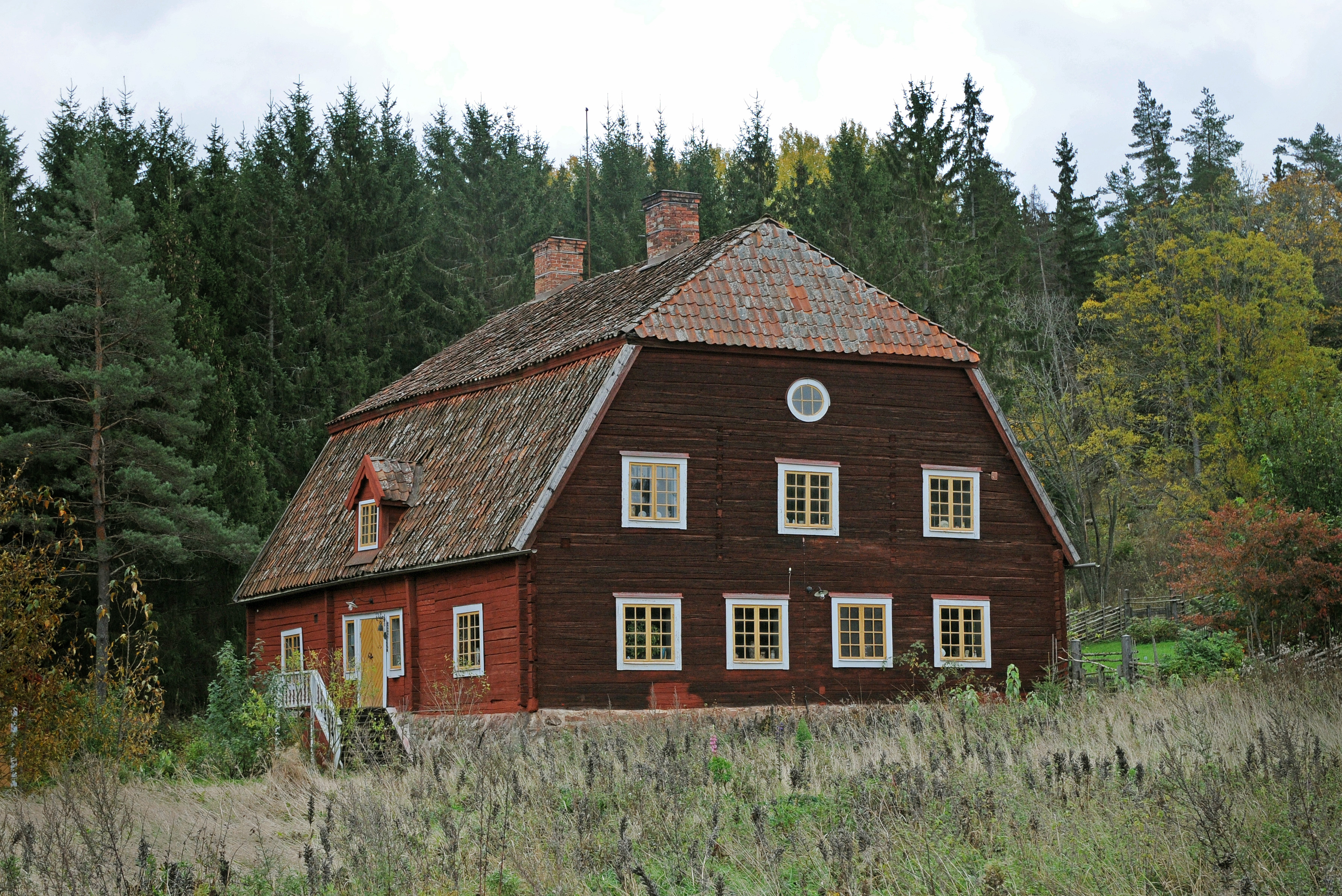
Ullaberg som antas ha varit bostad för gruvfogden.
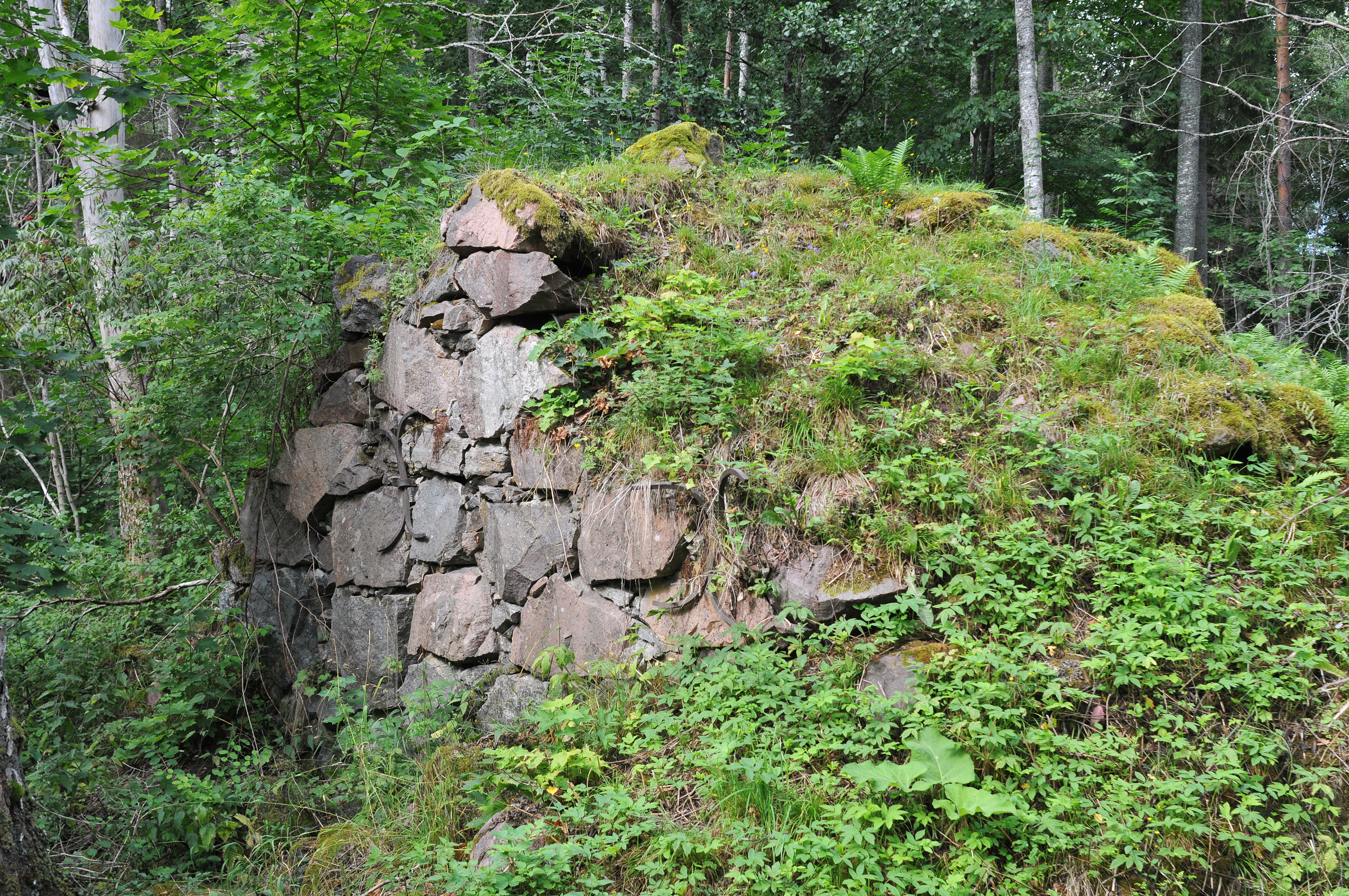
Ruinen efter Ullabergs masugn.
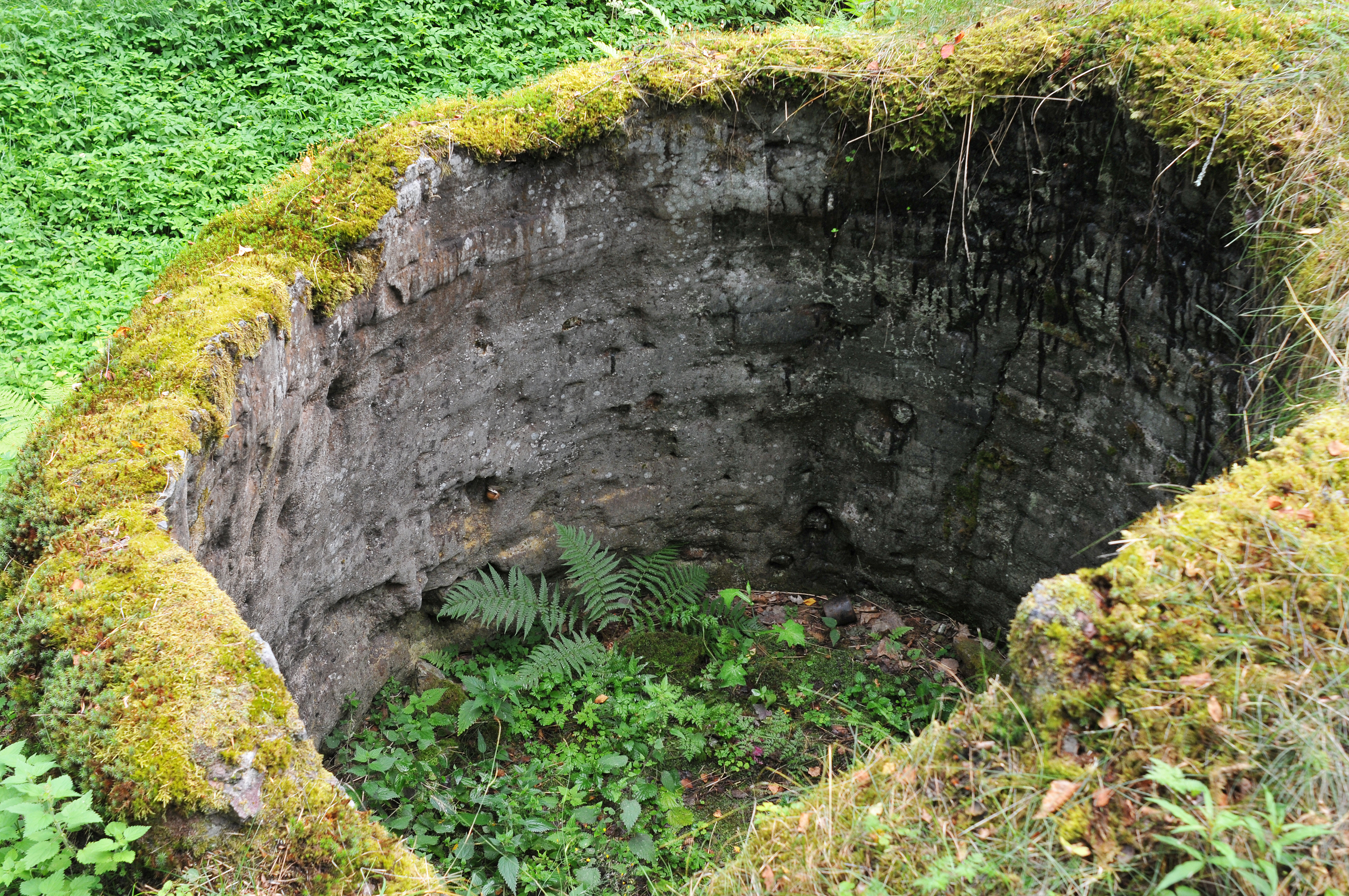
Ruinen efter Ullabergs masugn.
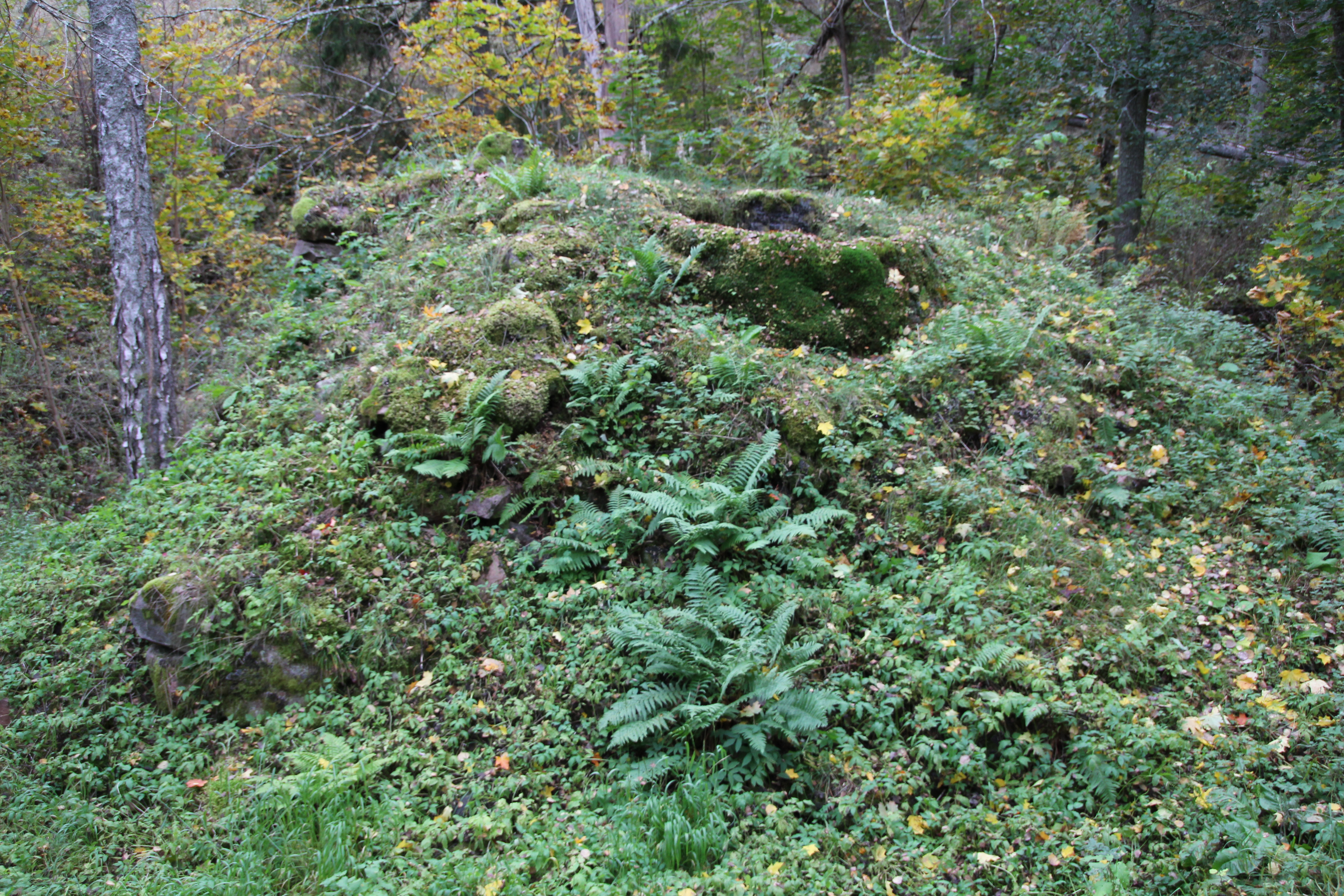
Ruinen efter Ullabergs masugn.